# تانکینی

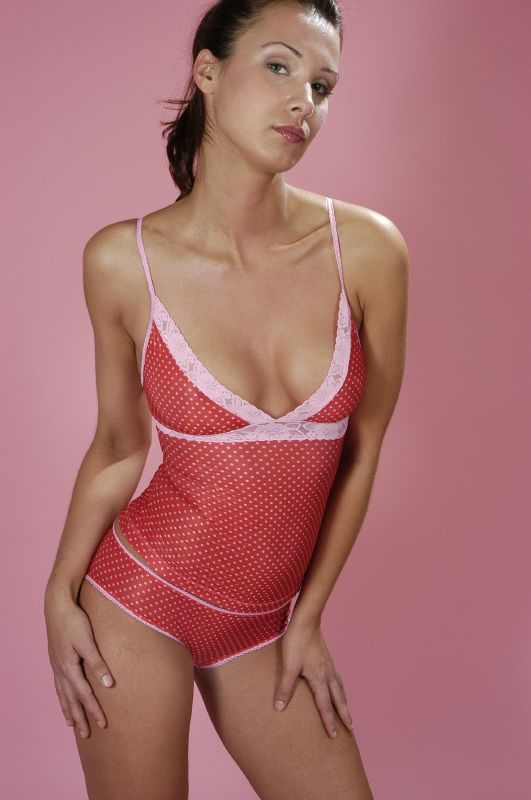
یک مدل تانکینی

تانکینی (به انگلیسی: Tankini) نوعی لباس آبتنی است که قسمت فوقانی آن مثل زیرپوش و قسمت پایینی آن بعد از ۱۹۹۰ میلادی، همان لباس زیر بیکینی است. جنس آن معمولاً از اسپندکس-کتان یا لایکرا-نایلون ساخته می‌شود.